# 염소젖 치즈
염소젖 치즈는 염소젖으로 만든 치즈이다. 염소 치즈(영어: goat cheese 고트 치즈[*]) 또는 셰브르 치즈(프랑스어: fromage de chèvre 프로마주 드 셰브르[*])로도 부른다.

## 같이 보기
- 양젖 치즈